# Suez (przedsiębiorstwo)

Suez S.A. – spółka (grupa kapitałowa) energetyczna i ochrony środowiska, której działalność obejmowała produkcję i przesył energii elektrycznej, dostarczanie wody i odprowadzanie ścieków, gospodarowanie odpadami i utrzymanie miejskiej zieleni, działająca w latach 1997–2008.

## Historia
Suez była jednym z najdłużej działających przedsiębiorstw międzynarodowych założonym w 1858 r. przez Ferdynanda Lessepsa (Towarzystwo Kanału Sueskiego – La companie universell du canal maritime de Suez) do budowy Kanału Sueskiego. Spółka przez prawie sto lat eksploatowała kanał, aż do jego nacjonalizacji przez władze egipskie (kryzys sueski) w 1956 r., od którego to roku przeniosła swą działalność w sektory bankowości czy infrastruktury.
Drugie składowe przedsiębiorstwo grupy stanowiła utworzona w 1880 r. w celu dostarczania wody, gazu do oświetlenia, a później także prądu elektrycznego, kompania La Lyonnaise des eaux et de l’éclairage, której, po nacjonalizacji w powojennej Francji sektorów: energetycznego i gazowego (utworzenie państwowych monopoli Électricité de France – EDF oraz Gaz de France) pozostał dział dostarczania wody. Suez i La Lyonnaise des eaux połączyły się w jedno przedsiębiorstwo Suez Lyonnaise des eaux w 1997 r., od 2001 r. zwane Suez.
W 2007 roku rozpoczął się proces fuzji grupy Suez z państwowym przedsiębiorstwem Gaz de France.

## Podział grupy
1. Suez Energy (Suez-Tractebel):
- Suez Electricity & Gas Europe (m.in. Electrabel, Fluxys, Distrigas)
- Suez Electricity & Gas International (m.in. Tractebel North America)
- Suez Industrial & Energy Services (m.in. Axima, Fabricom)

2. Suez Environment: (m.in. Sita, Ondeo, Degrémont, United Water)

## Grupa Suez w Polsce

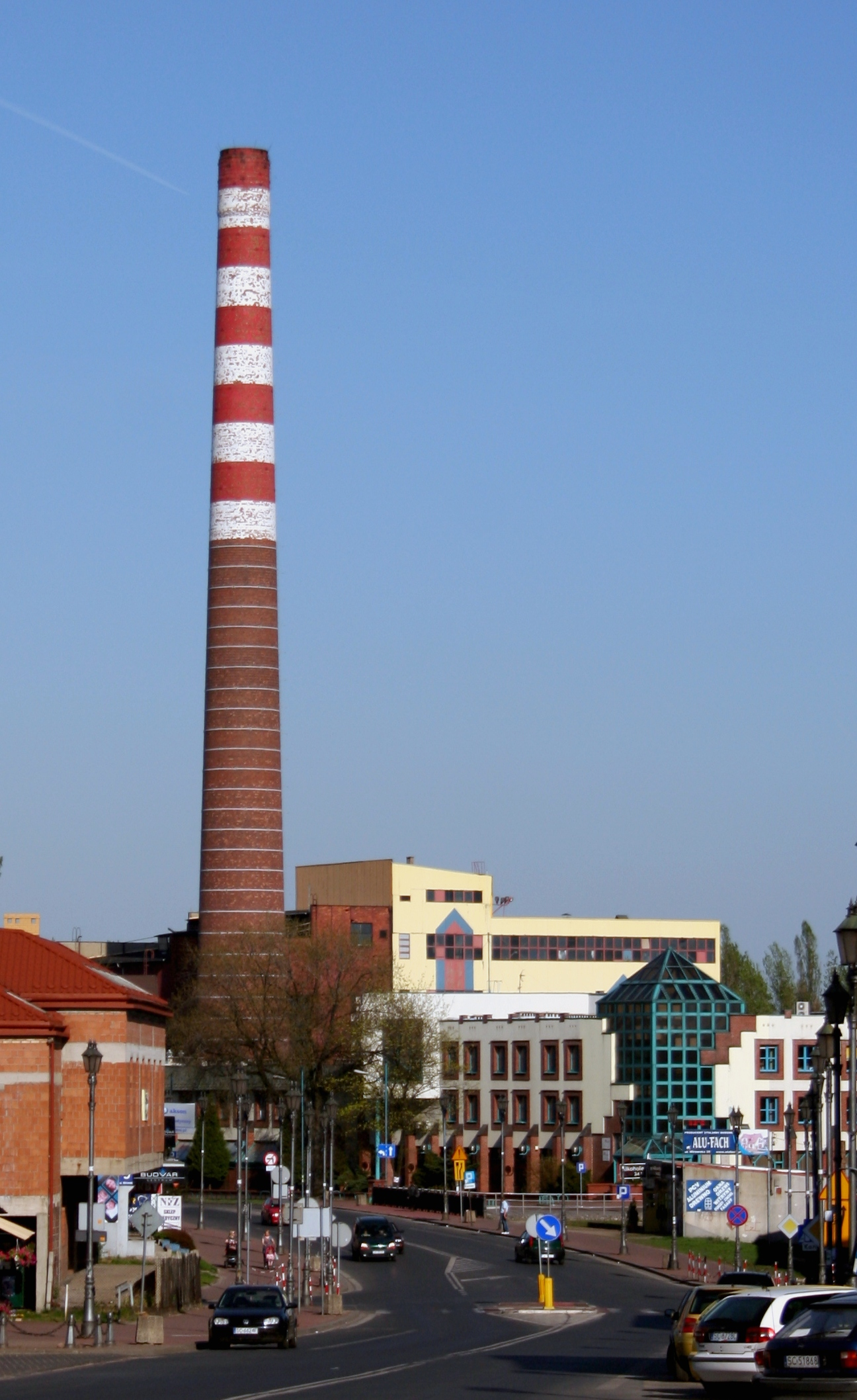
Zakład Energetyczny w Częstochowie

Belgijska spółka energetyczna Société Générale de Belgique działała w Polsce międzywojennej. Była największym inwestorem zagranicznym w sektorze energetyki i posiadała elektrownie w Białymstoku, Częstochowie, Kielcach i Łodzi.
Spółki grupy Suez w Polsce:
- Axima Services – obsługa instalacji technicznych w nowoczesnych budynkach i obiektach przemysłowych,
- Axima Technika Instalacyjna – usługi w zakresie instalacji ogrzewania, wentylacji i klimatyzacji, sanitarnych, chłodniczych oraz ochrony p.poż. i automatyki,
- Citec – usługi inżynieryjno-konsultingowe w zakresie energetyki, rekultywacji, planowania przestrzennego, zagospodarowania odpadów i gospodarki wodno-ściekowej,
- Degremont – projektowanie oraz dostawa technologii i realizacja inwestycji w dziedzinie uzdatniania wody i ochrony środowiska,
- Electrabel Polska – sprzedaż usług energetycznych i energii klientom przemysłowym oraz hurtowy obrót energią elektryczną i paliwami energetycznymi,
- Elektrownia Połaniec – produkcja energii elektrycznej,
- Fabricom Polska/PRE Elektromontaż-Południe – montaż i eksploatacja instalacji elektrycznych w przemyśle, energetyce zawodowej oraz budownictwie ogólnym i infrastrukturalnym,
- SAFEGE – usługi inżynieryjno-konsultingowe w zakresie budownictwa, transportu kolejowego i drogowego, ochrony środowiska, gospodarki komunalnej, gospodarki wodnej i przemysłu.
- Sita Polska – 21 regionalnych spółek świadczących usługi zbiórki i segregacji odpadów (także przemysłowych) oraz gospodarki odpadami i prowadzenia wysypisk.
- Ondeo Polska – Spółka świadcząca usługi z zakresu kompleksowej gospodarki wodno-ściekowej, specjalizująca się w zawieraniu długoletnich umów w formule PPP (np. OŚ w Mławie).
- Suez Advanced Solutions Polska – rozwiązania technologiczne w zakresie uzdatniania wody, utrzymania sieci i oczyszczania ścieków w przedsiębiorstwach komunalnych i przemysłowych.